# Quique Martín (football, 1956)
Pour les articles homonymes, voir Quique Martín.
Enrique Martín Monreal Lizarraga, plus connu comme Quique Martín, né le 9 mars 1956 à Pampelune (Navarre, Espagne), est un footballeur international espagnol qui évoluait au poste d'attaquant. Il s'est désormais reconverti comme entraîneur. Il est actuellement en poste au Gimnàstic de Tarragone.

## Biographie

### Joueur
Quique Martín effectue toute sa carrière de footballeur professionnel avec Osasuna, au poste d'attaquant. Il fait ses débuts avec le club lors de la saison 1979-1980 et aide son équipe, alors en Segunda Division, à monter en Liga pour la première fois depuis 17 ans,. Les saisons précédentes, il évolue avec le CD Tudelano ainsi que l'UE Lleida sous forme de prêt.
Jusqu'à sa retraite en 1988, Quique Martín évolue à chaque saison dans l'élite du football espagnol, son premier match ayant lieu le 7 septembre 1980 lors d'une victoire à domicile face à l'UD Las Palmas. Il réalise ses meilleures performances lors des saisons 1980-1981 et 1982-1983 de la Liga, où il parvient à marquer à sept reprises en 34 apparitions. 
En mai 1982, Osasuna rejette une offre de 80 millions de pesetas en provenance du Real Madrid Club de Fútbol. Cette même année, il est sélectionné pour la première fois avec l'équipe d'Espagne et joue son premier match le 27 octobre 1982 lors d'une victoire 1 but à 0 face à l'Islande. Durant ce match comptant pour les éliminatoires du championnat d'Europe 1984, Monreal est remplaçant et ne joue que les sept dernières minutes du match. 
Lors de la saison 1985-1986, Monreal joue trois matchs de Coupe UEFA avec Osasuna. Il marque son unique but dans la compétition lors d'une victoire 2 buts à 0, à domicile, face aux Rangers. Jusqu'en 1988, il joue avec l'équipe première d'Osasuna et forme, aux côtés de Patxi Iriguibel et José Manuel Echeverría, l'attaque d'Osasuna pendant plusieurs saisons. Il est à noter que ces trois joueurs terminent leur carrière avec le même nombre de buts inscrits en première division, 36 buts chacun. 

### Entraîneur
Quique Martín commence à entraîner les catégories juniors d'Osasuna de 1990 à 1993. En 1994, il devient l'entraîneur de l'équipe première mais il ne peut éviter la relégation en deuxième division. De 1994 à 1997, il devient donc entraîneur de l'équipe réserve du club.
À la fin de la saison 1996-1997, il est nommé entraîneur de l'équipe première à cinq journées de la fin du championnat alors que l'équipe est au bord de la relégation en Segunda división B. Il change totalement le onze initial faisant appel aux jeunes de l'équipe réserve et parvient à remporter quatre matches d'affilée pour sauver le club de la relégation. Ce maintien est célébré comme s'il s'agissait d'une promotion. Il continue à entraîner l'équipe première lors des deux saisons suivantes.
De 1999 à 2001, il entraîne le CD Leganés. Après une saison avec Burgos CF (2001-2002), il retourne à Leganés (2002-2003).
Il entraîne ensuite Terrassa FC, Xerez et Numancia.
En 2006, il retourne entraîner l'équipe réserve d'Osasuna jusqu'en mars 2008.
En novembre 2012, il est nommé directeur du football formateur d'Osasuna. Peu après, il fait partie de la direction sportive du club.
Le 5 mai 2015, il redevient entraîneur de l'équipe première à la suite du limogeage de José Manuel Mateo avec l'objectif d'obtenir le maintien en D2. L'équipe remporte deux matches et obtient trois nuls qui sont suffisants pour éviter la relégation. 
Lors de la saison 2015-2016, Osasuna termine à la 6e place du championnat ce qui lui permet de disputer le play-off de promotion en D1. Après avoir éliminé le Gimnàstic de Tarragone, Osasuna bat Girona FC en finale du play-off et monte en première division. Il est limogé le 7 novembre 2016 en raison des mauvais résultats.

## Palmarès

### Entraîneur
- Promotion en D1 avec Osasuna en 2016.